# Darkthrone
Darkthrone är ett black metal-band från Norge som bildades år 1987. Åren 1991–1992 skiftade Darkthrone musikstil från death metal. Bandmedlemmarna skaffade sig pseudonymer i Mayhems och Celtic Frosts anda.
Darkthrone utmärker sig ofta genom sin råa musikstil och har inte följt den trend som finns bland black metal-band att modernisera och förfina ljudet på sina skivor, bandet har istället plockat in mer crustpunkinfluenser sedan mitten av 00-talet.

## Medlemmar
Nuvarande medlemmar
- Nocturno Culto (Ted Skjellum) – gitarr, sång (1987–), basgitarr (1992–)
- Fenriz (Gylve Nagell) – bakgrundssång, trummor (1988–), basgitarr, gitarr (1993–)

Tidigare medlemmar
- Anders Risberget – gitarr (1987–1988)
- Dag Nilsen – basgitarr (1987–1991)
- Zephyrous (Ivar Enger) – gitarr (1987–1993)

Medlemmar i Black Death (1986–1987)
- Ivar Enger – basgitarr (1986–1987)
- Anders Risberget – gitarr (1986–1987)
- Death (Gylve Nagell) – sång, trummor (1986–1987)

## Diskografi
Demo
- 1987 – Trash Core '87 (under namnet Black Death)
- 1987 – Black Is Beautiful (under namnet Black Death)
- 1988 – Land of Frost
- 1988 – A New Dimension
- 1988 – Thulcandra
- 1989 – Cromlech

Studioalbum
- 1990 – Soulside Journey
- 1991 – A Blaze in the Northern Sky
- 1993 – Under a Funeral Moon
- 1994 – Transilvanian Hunger
- 1995 – Panzerfaust
- 1996 – Goatlord
- 1996 – Total Death
- 1999 – Ravishing Grimness
- 2001 – Plaguewielder
- 2003 – Hate Them
- 2004 – Sardonic Wrath
- 2006 – The Cult Is Alive
- 2007 – F.O.A.D.
- 2008 – Dark Thrones and Black Flags
- 2010 – Circle the Wagons
- 2013 – The Underground Resistance
- 2016 – Arctic Thunder
- 2019 – Old Star
- 2021 – Eternal Hails......
- 2022 – Astral Fortress
- 2024 - It Beckons Us All

EP
- 2005 – Under beskyttelse av mørke
- 2007 – NWOBHM - New Wave of Black Heavy Metal

Singlar
- 2006 – "Too Old, Too Cold"
- 2006 – "Forebyggende krig"
- 2017 – "Leave No Cross Unturned (Edit)"
- 2017 – "Burial Bliss" / "Visual Aggression"
- 2019 – "The Hardship of the Scots"

Samlingsalbum
- 2000 – Preparing For War
- 2008 – Frostland Tapes
- 2011 – Sempiternal Past: The Darkthrone Demos
- 2013 – Introducing Darkthrone
- 2014 – Black Death and Beyond
- 2016 – The Wind of 666 Black Hearts

Övrigt
- 1998 – Darkthrone, Holy Darkthrone – Eight Norwegian Bands Paying Tribute (hyllningsskiva utgiven av Moonfog)
- 2000 – "God of Disturbance and Friction" (På samlingsalbumet Moonfog 2000 – A Different Perspective med div. artister)
- 2013 – Peaceville Records Presents Peaceville Through The Eye Of Darkness (samlingsalbum, div. artister)